# Satyrus expressa
Satyrus expressa är en fjärilsart som beskrevs av Andrej Nikolajewitsch Avinoff och Sweadner 1951. Satyrus expressa ingår i släktet Satyrus och familjen praktfjärilar. Inga underarter finns listade.